# Papa Urbano VII
Urbano VII, in latino Urbanus PP. VII, nato Giovanni Battista Castagna (Roma, 4 agosto 1521 – Roma, 27 settembre 1590), è stato il 228º papa della Chiesa cattolica dal 15 settembre 1590 al 27 settembre dello stesso anno. Il suo pontificato, durato appena dodici giorni, è il pontificato più breve della storia della Chiesa cattolica.

## Biografia

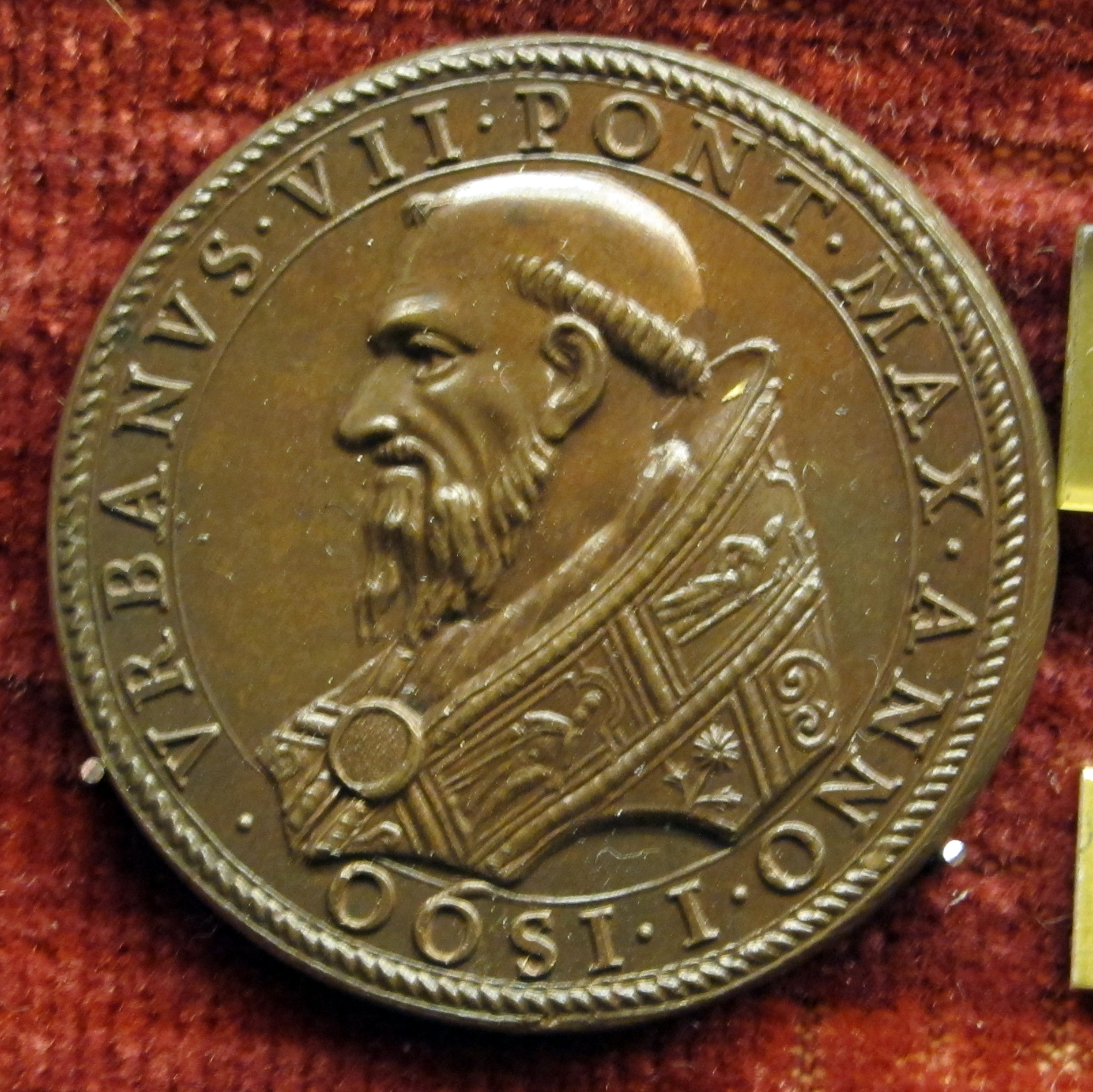
Medaglia di papa Urbano VII del 1590

Giambattista Castagna nacque a Roma nel 1521, figlio del nobile genovese Cosimo Castagna e della nobildonna romana Costanza Ricci Giacobazzi. Per parte di madre, egli era pronipote del cardinale Domenico Giacobazzi ed era quindi anche imparentato con il cardinale Cristoforo Giacobazzi. 
Intrapresi gli studi ecclesiastici, Giambattista studiò diritto civile e canonico dapprima all'Università di Perugia e poi all'Università di Padova, dove si laureò in utroque iure. Successivamente ottenne un dottorato all'ateneo di Bologna. Entrato al servizio della Curia romana, fu avvocato concistoriale e referendario dei tribunali della Segnatura Apostolica sotto il pontificato di Giulio III. Nominato prelato domestico di Sua Santità, divenne datario del cardinale Girolamo Veralli durante la sua legazione in Francia, quindi arcivescovo di Rossano.
Il 30 marzo 1553, a Roma, ricevette gli ordini minori e maggiori da Filippo Archinto, vescovo di Saluzzo e vicario di Roma. Il 4 aprile 1553 venne consacrato dal cardinale Veralli nel suo palazzo personale, assistito da Girolamo Maccabei, vescovo di Castro e maestro della Cappella pontificia, e da Pietro Affatato, vescovo di Accia.
Seguirono incarichi diplomatici che lo portarono alla corte dei principali regni d'Europa. Nunzio in Spagna, dove rimase fino al 1572, celebrò il battesimo della prima figlia femmina del re Filippo II, l'infanta di Spagna Isabella Clara Eugenia.
Nel concistoro del 12 dicembre 1583 venne nominato cardinale presbitero, ricevendo poi, il 9 gennaio 1584, la berretta cardinalizia e il titolo di San Marcello. Legato pontificio a Bologna nuovamente dall'8 ottobre 1584 al maggio del 1585, prese parte al conclave che in quello stesso anno elesse papa Sisto V, per poi venire nominato dal 19 novembre dell'anno successivo inquisitore generale del Sant'Uffizio.

### Cronologia incarichi
- 1º marzo 1553 - gennaio 1573: arcivescovo di Rossano;
- 1555: governatore di Fano;
- 1559 : commissario apostolico di Città di Castello;
- 6 marzo 1559 - aprile 1560: governatore di Perugia e dell'Umbria intera;
- 1562-1563: prende parte al Concilio di Trento ed è presidente di diverse sue congregazioni;
- settembre 1565: uditore del cardinale Ugo Boncompagni (futuro Gregorio XIII) durante la sua legazione in Spagna;
- 23 gennaio 1573: rinuncia al governo della propria sede archiepiscopale, mantenendone però la denominazione;
- 29 dicembre 1576 sino al 29 novembre 1577: governatore di Bologna;
- settembre 1565 - 3 luglio 1572: nunzio apostolico in Spagna;
- 15 giugno 1573 - 1º luglio 1577: nunzio apostolico a Venezia;
- Legato nelle Fiandre e a Colonia tra il 1578 e il 1580, rappresentò papa Gregorio XIII alla conferenza di pace tra Filippo II di Spagna e le Province Unite;
- Tornato a Roma, è consultore del Sant'Uffizio e della Sacra Consulta;
- 15 settembre 1590: viene eletto romano pontefice.

### Il conclave del settembre 1590
Alla morte di Sisto V il Sacro Collegio dei Cardinali era formato da 67 membri, ma 13 cardinali non parteciparono al conclave; pertanto il nuovo papa fu eletto da 54 cardinali. Il conclave si svolse fra il 7 e il 15 settembre.

## Il pontificato
- Vice-Cancelliere: Alessandro Damasceni Peretti (1589-1623)
- Camera Apostolica:
  - Camerlengo: Enrico Caetani (1587-1599)
  - Tesoriere: Bartolomeo Cesi (1589-1596)
- Congregazioni
  - Inquisizione: Giulio Antonio Santori (1587-1602)
  - Indice: Philippe de Lénoncourt (1588-1592)
  - Concilio: Antonio Carafa (1586-1591)
- Tribunali della Curia
  - Penitenziere Maggiore: Ippolito Aldobrandini (1586-1592)
  - Prefetto della Segnatura Apostolica: ...; Paolo Emilio Sfondrati (1591-1610)
  - Decani della Rota Romana: Giovanni Battista de Rubeis (1573-1590); Séraphin Olivier-Razali (1590-1602)
- Vicario per la diocesi di Roma: Girolamo Rusticucci (1588-1603)

Nel 1590 il cardinale Castagna prese parte al conclave che lo elesse poi pontefice. È certo che la sua elezione al papato venne ampiamente supportata dalla fazione spagnola, proseguendo una tradizione che ormai tendeva nel voler preferire per l'elezione al soglio di Pietro rappresentanti della nobiltà di curia piuttosto che membri di potenti famiglie romane. Venne scelto come successore di Sisto V il 15 settembre 1590, proponendosi fin dall'inizio come fedele esecutore dei decreti tridentini e continuatore della politica restauratrice inaugurata dal suo predecessore.

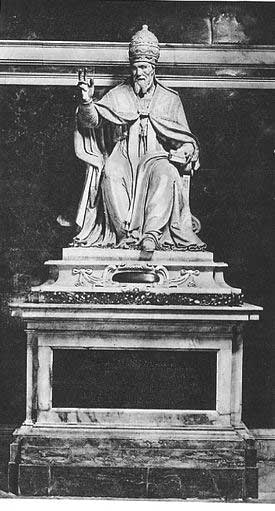
Tomba di Urbano VII in Santa Maria sopra Minerva

Il 18 settembre contrasse la malaria, malattia che lo portò alla morte poco prima della mezzanotte del 27 settembre, prima ancora di essere stato solennemente incoronato. Dopo la sua morte gli venne ricavata una tomba nella basilica di San Pietro in Vaticano, con un'orazione funebre tenuta da Pompeo Ugonio. Il 21 settembre 1606 le spoglie vennero trasferite nella chiesa romana di Santa Maria sopra Minerva, dove aveva sede la Confraternita dell'Annunziata alla quale lo stesso Urbano VII, nelle sue disposizioni testamentarie, aveva lasciato 30 000 scudi del proprio patrimonio personale.

## Genealogia episcopale e successione apostolica
La genealogia episcopale è:
- Cardinale Girolamo Verallo
- Papa Urbano VII

La successione apostolica è:
- Arcivescovo Luis Zapata de Cárdenas, O.F.M. (1571)
- Cardinale Carlo Conti (1585)
- Vescovo Giovanni Alberti (1586)
- Vescovo Cristóbal Robuster y Senmanat (1587)